# Бойд, Брайан
Бра́йан Бойд (англ. Brian Boyd; род. 30 июля 1952, Белфаст) — новозеландский литературовед североирландского происхождения, теоретик литературы, биограф. Бойд прежде всего известен как ведущий специалист по творчеству Владимира Набокова, автор наиболее авторитетной и полной биографии писателя, а также как один из самых ярких представителей «литературоведческого дарвинизма» (англ. «Literary Darwinism»). Среди интересов ученого — проблемы повествования (нарратива) в литературе, эволюция, когнитивность, жанровая природа романа (в особенности произведения Джеймса Джойса, Набокова, Джейн Остин и Толстого), Гомер, Шекспир, Доктор Сьюз, Арт Шпигельман, взаимоотношения науки и литературы, игра, смех и литература, Карл Поппер, а также философия науки. Бойд имеет степень «выдающегося профессора» (англ. «Distinguished Professor») Оклендского университета в Новой Зеландии.

## Биография и образование. Знакомство с В. Е. Набоковой
Бойд родился 30 июля 1952 года в Белфасте, Северная Ирландия. Его родители иммигрировали в Новую Зеландию в 1957 году. Набоковым Бойд увлекся рано:
Мои родители держали книжный магазинчик и платную библиотеку. Однажды я обнаружил там «Лолиту», сразу сообразил, что эта книжка — неприличная (мне было тогда 12—13 лет) и «проглотил» её. Не могу сказать, что все понял.

Изучал английскую и американскую литературу в Университете Кентербери, Крайстчерч, Новая Зеландия, докторскую диссертацию защитил в Торонтском университете, в Канаде. Тема диссертации — «Набоков и „Ада“» (1979).
…я писал в Торонто докторскую диссертацию о Набокове и послал первые две главы Карлу Профферу… Проффер переправил главы Вере Набоковой. Ей понравилось. Закончив диссертацию, я отослал ей полный текст. Она высказалась в том смысле, что эта диссертация — лучшее, что было написано о Набокове к тому времени, и пригласила меня в Монтрё.